# 1304 Arosa
1304 Arosa è un asteroide della fascia principale del diametro medio di circa 42,94 km. Scoperto nel 1928, presenta un'orbita caratterizzata da un semiasse maggiore pari a 3,2036874 UA e da un'eccentricità di 0,1098021, inclinata di 18,97934° rispetto all'eclittica.
Prende il nome dal comune svizzero di Arosa.